# Antytrombina

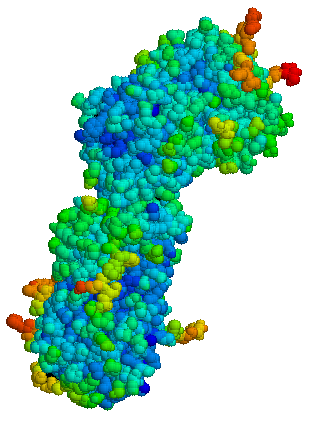
Antytrombina

Antytrombina, antytrombina III (ATIII) – główny inhibitor trombiny, czynnika Xa oraz czynnika IXa, występujący naturalnie w osoczu krwi. Wspólnie z heparyną (która wzmacnia jego działanie) odpowiada za hamowanie krzepnięcia krwi (poprzez uniemożliwienie przekształcania fibrynogenu w fibrynę). Jego niedobór bywa przyczyną zakrzepicy wewnątrznaczyniowej.